# Lateinische Linguistik
Der Ausdruck lateinische Linguistik (engl. „Latin linguistics“, frz. „linguistique Latine“) bezeichnet die sprachwissenschaftliche Erforschung der lateinischen Sprache.
Dabei bezeichnet das Wort „Linguistik“ im Unterschied zu dem neutralen Begriff „Sprachwissenschaft“ die sprachliche Analyse mit modernen strukturalistischen Methoden und Theorien.

## Ansätze
Meist werden neuere Erkenntnisse, Methoden und Modelle auf die lateinische Sprache angewandt, um lateinische Probleme, die es trotz der intensiven Erforschung der lateinischen Sprache immer noch reichlich gibt, besser als mit traditionellem Instrumentarium zu lösen. Der umgekehrte Fall, dass nämlich aus der Analyse lateinischer Phänomene neue allgemeine Erkenntnisse zur linguistischen Theorie gewonnen werden, kommt dagegen seltener vor, ist aber durchaus, schon bei dem provisorischen Stand mancher linguistischer Theorie, möglich. Dabei ist stets angemessen zu berücksichtigen, dass das Lateinische eine nicht mehr gesprochene Sprache ist, bei der Tests mit Muttersprachlern nicht möglich sind, sondern nur die Auswertung eines stellenweise lückenhaft überlieferten Korpus übrigbleibt. Linguistische Analyse geschieht hauptsächlich in den Bereichen Syntax oder Satzlehre, Semantik oder Bedeutungslehre und Pragmatik oder Textverwendungslehre, seltener in der Morphologie oder Formenlehre und noch seltener in dieser Korpussprache in der Phonologie oder Lehre von den Phonemen bzw. bedeutungstragenden Lauten. Typische Themen der neueren Linguistik sind im Bereich der lateinischen Linguistik Probleme der Wortstellung und der Pragmatik; typische traditionelle Themen von vehementer Hartnäckigkeit sind die Kasussyntax und Tempus, Aspekt und Aktionsart.
In den 1960er- und 1970er-Jahren wurden auch formale generative Ansätze auf die lateinische Sprache angewendet, doch überwiegen heute funktionale Ansätze wie besonders die Funktionale Grammatik von Simon C. Dik (1941–1995), die die Vertreter der sog. Amsterdamer Latinistenschule, z. B. Harm Pinkster, A. Machtelt Bolkestein († 2001), C. Kroon, R. Risselada, anzuwenden versuchen. Als eine Dokumentation kann die „Latijnse syntaxis en semantiek“ Harm Pinksters gelten. Dieses in vier Sprachen übersetzte Studienbuch beschreibt die „lateinische Syntax und Semantik“ mit modernen linguistischen Methoden und Modellen.

## Forschung
Impulse für die Forschung der lateinischen Linguistik gehen von den in zweijährlichem Turnus stattfindenden internationalen Colloquien zur lateinischen Linguistik (ICLL) aus, die erstmals 1981 in Amsterdam stattfanden und seit 2001 eine eigene Homepage haben. Ein weiteres Forum der lateinischen Linguistik sind die Journées de linguistique latine, die in den „Facultés Universitaires Saint-Louis“ in Brüssel mehr oder weniger regelmäßig stattfinden und speziellen Fragen gewidmet sind, wie „Ordre des mots, dislocation et thématisation“ (9. Dez. 2009). Ferner gibt es ein auf Fragen der lateinischen Linguistik spezialisiertes Publikationsorgan, nämlich die von Gualtiero Calboli herausgegebenen Papers on Grammar. Seit 2013 gibt es eine eigene Fachzeitschrift, nämlich das bei De Gruyter (auch als Onlineversion) erscheinende Journal of Latin Linguistics (JOLL), das die Papers on Grammar weiterführt, zweimal jährlich erscheint und zur Zeit von Gualtiero Calboli und Pierluigi Cuzzolin herausgegeben wird. Neben den Akten der International Colloquiums on Latin Linguistics werden sie die einschlägigen Publikationsorgane für kleinere bis mittlere Forschungsbeiträge zur Lateinischen Linguistik sein (vgl. etwa Goria 2013). Schließlich ist hier noch die Revue de Linguistique latine du centre Alfred Ernout zu nennen, d. h. das Publikationsorgan des Instituts Alfred Ernout der Sorbonne in Paris, an dem regelmäßig Tagungen zur lateinischen Linguistik veranstaltet werden.